# Eso que tú me das
Eso que tú me das è un singolo del gruppo musicale spagnolo Jarabe de Palo, pubblicato il 23 maggio 2020 come primo estratto dal decimo album in studio Tragas o escupes.

## Video musicale
Il videoclip è stato pubblicato in concomitanza con il lancio del singolo sul canale Youtube del gruppo.

## Tracce
1. Eso que tú me das – 3:34

## Classifiche
| Classifica (2020) | Posizione massima |
| ----------------- | ----------------- |
| Spagna            | 22                |